# ویندوز فون
ویندوز فون (به انگلیسی: Windows Phone) سیستم‌عاملی است که توسط شرکت مایکروسافت برای گوشی‌های هوشمند ساخته شده و جانشین پلتفرم ویندوز موبایل است. ویندوز فون ۷ در نوامبر ۲۰۱۰ معرفی شد. در سیستم عامل ویندوز فون برخلاف ویندوز موبایل، مایکروسافت به‌جای نشانه گرفتن بازار شرکت‌های بزرگ، بازار مصرف‌کنندگان را نشانه گرفته است. در این سیستم عامل به جای استفاده از شکل برنامه‌های مبتنی بر ویندوز (فایل‌های exe) از برنامه‌های مایکروسافت سیلورلایت استفاده شده است. ویندوز فون ۸ در اکتبر ۲۰۱۲ معرفی شد. پس از آن ویندوز فون ۸٫۱ در آوریل ۲۰۱۴ و سپس ویندوز ۱۰ موبایل در نوامبر ۲۰۱۵ معرفی شدند.
مایکروسافت در تاریخ ۸ اکتبر ۲۰۱۷ اعلام کرد که این سیستم عامل به دلیل عدم استقبال توسعه دهندگان و عدم نفوذ در بازار دیگر به روز رسانی نخواهد شد و فقط بروزرسانی‌های امنیتی دریافت می‌کند. مایکروسافت در تاریخ ۱۹ ژانویه ۲۰۱۹ به‌طور کامل به پشتیبانی از سیستم عامل خود و ارائه بروزرسانی‌های امنیتی پایان داد و به کاربران توصیه کرد از سیستم عامل‌های اندروید یا آی‌اواس استفاده نمایند.
پس از معرفی ویندوز ۱۱ در سال ۲۰۲۱، شایعاتی مربوط به عرضه ویندوزفون ۱۱ مطرح شد. برخی توسعه دهندگان نسخه ARM این سیستم عامل را (که به هیچ وجه مناسب یک صفحه نمایش ۶ اینچی نیست) بر روی چند گوشی هوشمند مختلف از جمله وان‌پلاس 6t و لومیا ۹۵۰ و لومیا 950xl نصب و اجرا کردند. همچنین مدتی بعدتر این سیستم عامل توسط توسعه دهندگان بر روی تبلت پرچمدار شیائومی نیز نصب و اجرا شد.
همچنین این سیستم عامل به دلیل پیشرفت‌های بسیار در زمینه استفاده از صفحه نمایشگر لمسی و همچنین قابلیت اجرای برنامه‌های اندروید، باعث ایجاد شایعاتی مبنی بر ظهور ویندوزفون ۱۱ شده است.

## تولیدکنندگان
همکاران مایکروسافت در تهیه دستگاه‌های مبتنی بر ویندوز فون ۷ شامل شرکت‌های: دل، اچ‌تی‌سی، ال جی، سامسونگ، ایسر، آلکاتل-لوسنت، فوجیتسو، توشیبا، نوکیا و زد تی ایی می‌شدند و دستگاه‌های مبتنی بر ویندوز فون ۸ توسط شرکت‌های: نوکیا، سامسونگ، اچ‌تی‌سی و هواوی ساخته می‌شدند.

## امکانات

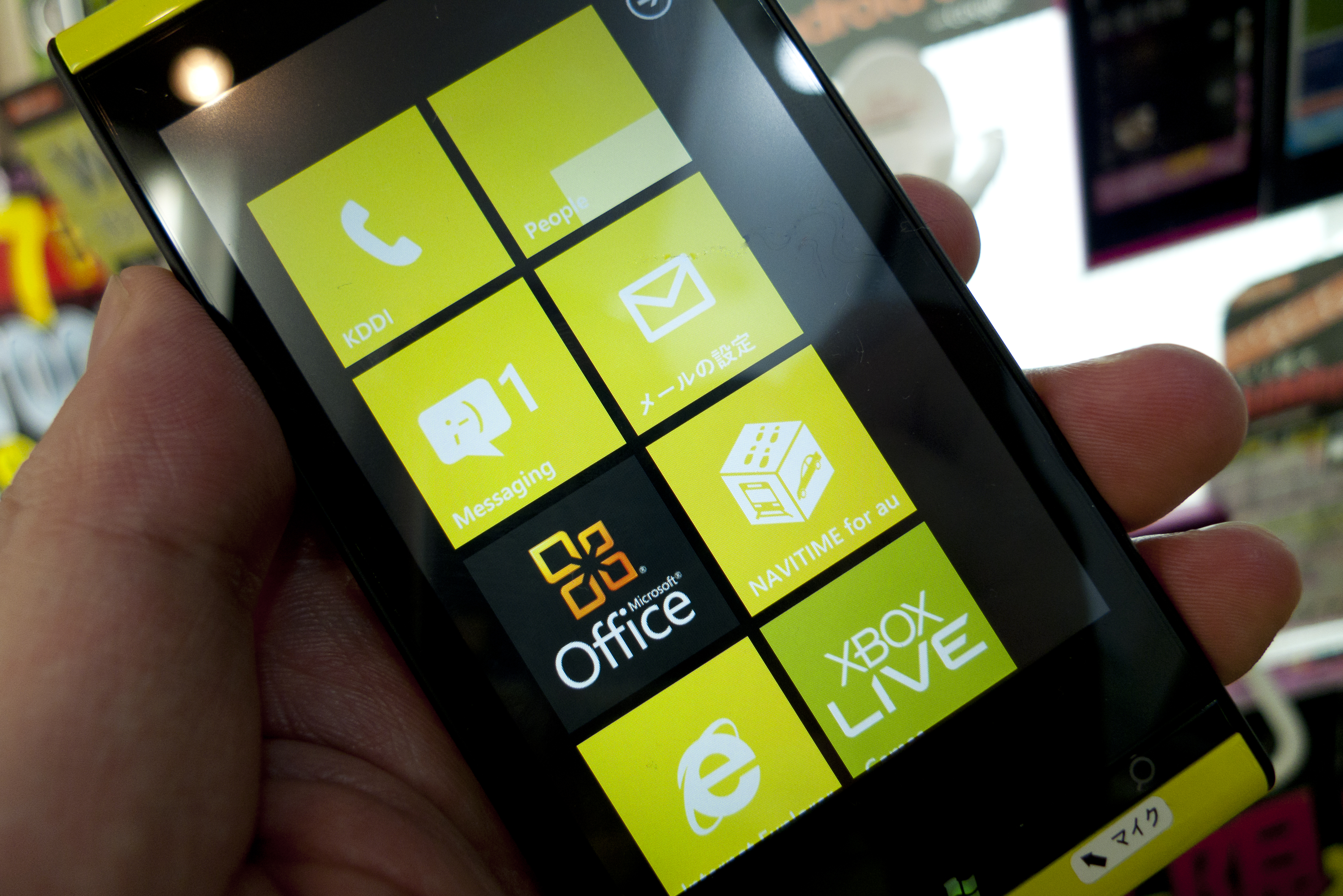
ویندوزفون در موبایل فوجیتسو

### رابط کاربری
برخلاف سیستم عامل ویندوز موبایل که طراحی ای مشابه ویندوز رومیزی دارند، در این سیستم عامل از رابط کاربری ای به اسم «مترو» استفاده می‌کند که بسیار پویا تر از دیگر سیستم عامل‌هاست. استفاده از کاشی‌های زنده (Live Tile) دلیل محبوبیت این رابط کاربری است. از این رابط کاربری در ویندوز فون ۸، ویندوز ۸ و ایکس باکس نیز استفاده شده است.

### افراد People
تمامی مخاطبان در یک جا با عنوان People Hub جمع‌آوری شده است. قابلیت همگام سازی با ویندوز لایو، یاهو میل، جیمیل، فیس بوک، Linkedin و توئیتر. قابلیت ایجاد گروه در ویندوز فون ۷٫۵ اضافه شده است. امکان ادغام (Link) افراد از اکانت‌های مختلف نیز وجود دارد.

### ورودی متن
ویندوز فون از یک صفحه کلید مجازی برای وارد کردن متن استفاده می‌کند که امکان ارسال استیکرها را هم در متن فراهم کرده است. همچنین امکان چک کردن اسپل کلمات و حدس زدن کلمات در حین تایپ نیز در این کیبورد وجود دارد. این سیستم عامل امکان اتصال یک کیبورد فیزیکی را هم به گوشی فراهم کرده است.

### پیام‌ها
ارسال پیامک‌ها در ویندوز فون، با ارسال پیام در مسنجر لایو و فیس بوک ادغام شده است. همچنین امکان صحبت کردن به‌جای تایپ کردن برای نوشتن پیامک‌ها در این سیستم عامل وجود دارد. ویندوز فون همچنین می‌تواند پیامک‌های رسیدهٔ شما را نیز با صدای بلند برایتان بخواند.

### مرورگر وب
ویندوز فون ۷ یک مرورگر اینترنت اکسپلورر موبایل همراه خود دارد که بر پایهٔ موتور رندر مرورگر اینترنت اکسپلورر ۹ ساخته شده است. این مرورگر تا ۶ برگه را می‌تواند همزمان لود کند، امکان ذخیره عکس‌های موجود در صفحات را دارد و مولتی تاچ نیز هست. همچنین امکان جستجوی یک کلمه در صفحهٔ لود شده نیز وجود دارد. مایکروسافت اعلام کرده است که این مرورگر می‌تواند جدا از هستهٔ سیستم عامل ویندوز فون به روز رسانی شود. در ویندوز ۸ از اینترنت اکسپلورر موبایل نسخه ۱۰ و در ۸٫۱ از اینترنت اکسپلورر ۱۱ استفاده شده است. قابلیت مهم این نسخه به خاطر سپردن نام کاربری و کلمه عبور است.

### ایمیل
سه سرویس هاتمیل، جیمیل و یاهو میل به صورت پیشفرض در این سیستم عامل پشتیبانی شده‌اند و بقیه سرویس‌های عمومی ایمیل را می‌توانید با تکنولوژی IMAP و POP3 بر روی موبایل ویندوز فون خود تنظیم و استفاده کنید.
یک از امکانات در ویندوز فون، لینک کردن ایمیل‌ها است؛ با این امکان شما می‌توانید یک صندوق ورودی برای تمامی ایمیل‌های خود داشته باشید.

### چند رسانه‌ای
با استفاده از نرم‌افزار Zune for Windows Phone می‌توانید فایل‌های رسانه‌ای خود را بین رایانه و تلفن همراه خود انتقال دهید. این برنامه فایل‌های صوتی و ویدئویی داخل گوشی و عکس‌های موجود در گوشی و اکانت فیسبوک و آلبوم‌های ویندوز لایو کاربر را نمایش می‌دهد. امکان آپلود و اشتراک گذاری عکس‌ها در شبکه‌های اجتماعی مانند فیسبوک نیز از همین بخش قابل انجام است. برنامهٔ Zune قابلیت اجرای فایل‌های WAV, MP3, WMA, AMR, AAC/MP4/M4A/M4B و 3GP/3G2 و WMV و AVI و MP4/M4V و 3GP/3G2 و MOV را داراست. همچنین کدک‌های DivX و Xvid نیز در فایل‌های AVI در این برنامه قابل پخش هستند. همچنین فرمت‌های عکس JPG/JPEG, PNG, GIF, TIF و BMP در ویندوز فون ۷ پشتیبانی می‌شوند.

### extremi car
مایکروسافت برای سازندگان سخت‌افزارهای ویندوز فون اجبار کرده است که یک دکمه - به صورت فیزیکی - در بیرون صفحهٔ نمایش با نام جستجو قرار داده شود. این دکمه امکان جستجو را در میان برنامه‌های داخل گوشی، لیست تماس، در میان نقشه‌های Bing و اخبار و نتایج جستجوی Bing فراهم می‌آورد.

### آفیس
ویندوز فون یک آفیس هاب (Office Hub) دارد که کلیه فایل‌های مرتبط با نرم‌افزارهای آفیس را مدیریت می‌کند. امکان ایجاد و ویرایش فایل‌های آفیس داخل گوشی، فایل‌های موجود در oneDrive و Office 365 با این برنامه فراهم است.
اضافه شدن اپلیکیشن Adobe Reader و ادغام آن به مجموعه آفیس، ویندوز فون را به سیستم عامل کاربردی تری تبدیل کرده است.

### مالتی تسکینگ
این ویژگی از نسخه مانگو به ویندوز فون اضافه شده. با فشردن و نگه داشتن دکمه Back می‌توانید برنامه را از لیست حذف کنید که این قابلیت در ویندوزفون ۸ آپدیت بلک اضافه شد

### همگام سازی Sync
همگام سازی توسط نرم‌افزار Zune و کابل USB انجام می‌شود. شما می‌توانید عکس، ویدئو، پادکست و موزیک را همگام سازید.
همچنین با تنظیم نرم‌افزار می‌توانید همگام سازی را به صورت Wireless انجام دهید.

## نسخه‌ها

### نسخه ویندوز فون ۷
ویندوز فون ۷ نخستین نسخه از سری سیستم عامل‌های ویندوز فونی بود که برای کاربران تلفن همراه تولید شد.

### نسخه ویندوز فون ۸
صفحه استارت جدید
قابلیت تغییر کاشی‌ها در سه سایز
امکانات بیشتر در صفحه قفل
امکان انتخاب پس زمینه‌های Bing
سیستم عامل کامل امن
Secure Boot
رمزگذاری BitLocker
امکانات بیشتر در دوربین
عکاسی سراسرنما، شمارش معکوس و …
پشتیبانی از NFC
Wallet Hub: با اضافه کردن اطلاعات کارت‌های خود و با استفاده از NFC، از کیف پول بی‌نیاز می‌شوید
استفاده از نقشه‌های نوکیا
افزایش کیفیت گرافیک بازی‌ها با استفاده از DirctX و با همکاری شرکت‌هایی نظیر AutoDesk و Havok
IE 10 و افزایش امنیت
SmartGlass
Xbox Music
Rooms
امکان اتصال دائم وای-فای
تغییر خانواده از ویندوز CE در ویندوز فون ۷ به ویندوز NT در ویندوز فون ۸ که هسته‌ای یکسان با ویندوز ۸ و ویندوز 8 RT بهره می‌برد.

### نسخه ویندوز فون ۸٫۱
ویندوز فون ۸٫۱ (به انگلیسی: Windows Phone 8.1) سیستم‌عامل مخصوص تلفن‌های همراه هوشمند است که توسط شرکت مایکروسافت منتشر شده است. این سیستم‌عامل که در تاریخ ۲ آوریل ۲۰۱۴ در کنفرانس بیلد مایکروسافت در سانفرانسیسکو معرفی شد نسل بعدی ویندوز فون شرکت مایکروسافت بود.

### نسخه ویندوز فون ۱۰
ویندوز ۱۰ موبایل، جدیدترین نسخه از سیستم عامل تلفن همراه شرکت مایکروسافت می‌باشد. این سیستم عامل توسط مایکروسافت توسعه یافته و پس از موفقیت‌های سیستم عامل ویندوز فون ۸٫۱ جانشین آن شد. ویندوز ۱۰ موبایل با نرم‌افزارهای طراحی شده برای ویندوز فون ۸ سازگار است. این سیستم عامل در تاریخ ۲۰ نوامبر ۲۰۱۵ معرفی شد. نسخه ای از این سیستم عامل در تاریخ ۱۷ مارس ۲۰۱۶ برای بروزرسانی دسته‌ای از تلفن‌های هوشمند مجهز به سیستم عامل ویندوزفون ۸٫۱ منتشر شد.

## مارکت پلیس
از طریق مارکت پلیس می‌توانید موزیک ویدئو، پادکست، بازی و اپلیکیشن‌های متنوعی را خریداری و دانلود کنید. البته تعداد زیادی بازی و اپلیکیشن مجانی یا ترایل که همراه با تبلیغ می‌باشد نیز وجود دارد.
در پایان فوریه ۲۰۱۳، مارکت پلیس بیش از ۱۳۰٫۰۰۰ اپلیکیشن داشته است.
استور مایکروسافت پیوسته در حال رشد است و در پایان سپتامبر ۲۰۱۴ حدود ۳۵۰۰۰۰ اپلیکیشن در آن قرار دارد که این رشد بسیار سریعتر از پلتفرم‌های اندروید و IOS بوده است.
همچنین در هر روز حدود ۵۰۰ اپلیکیشن به استور ویندوز فون اضافه می‌شود و روزانه حدود ۱۰ میلیون اپلیکیشن از استور دانلود می‌شود. حدود ۵۱۰۰۰۰ توسعه دهنده که در سایت مایکروسافت ثبت نام کرده‌اند وجود دارد.

## حداقل سخت‌افزار مورد نیاز برای ویندوز فون ۷٫۵ (منگو)
- نمایشگر لمسی خازنی با رزولوشن ۴۸۰×۸۰۰ پیکسل و قابلیت لمس چندگانه (مولتی‌تاچ)
- ۲۵۶ مگابایت حافظهٔ RAM و ۸ گیگابایت فلش مموری

## دستیار شخصی
مایکروسافت کورتانا نام دستیار شخصی هوشمند در ویندوز فون ۸٫۱، مایکروسافت بند و ویندوز ۱۰ است که محصولی از شرکت مایکروسافت آمریکاست. نام این برنامه برگرفته شده از شخصیت کورتاناست که شخصیت دارای هوش مصنوعی در مجموعه هیلو است. این برنامه مانند سیری در سیستم عامل آی‌اواس اپل است.